# Robin Wells
Robin Elizabeth Wells (née en 1959), est une économiste américaine.  Elle est la co-auteure, avec son mari Paul Krugman, de plusieurs textes d'économie.
Elle a enseigné à l'université de Princeton ainsi que d'autres universités américaines.